# 이치노헤 효에

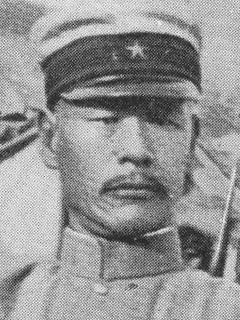
이치노헤 효에

이치노헤 효에(一戸兵衛)는 일본 제국의 육군 군인이다. 교육총감, 군사참의관, 제1·제4·제17사단장을 역임하였다.